# Sagittalata delamarei
Sagittalata delamarei är en insektsart som beskrevs av Poivre 1982. Sagittalata delamarei ingår i släktet Sagittalata och familjen fångsländor. Inga underarter finns listade i Catalogue of Life.